# 왕립기술대학역
왕립기술대학역(테크니스카 획스콜란)은 1930년 개통한 스웨덴의 철도역이다.

## 역 주변
- 왕립기술대학(KTH)